# Награди „Оскар“ (79-а церемония)
Седемдесет и деветата церемония по връчване на филмовите награди „Оскар“ се провежда на 25 февруари 2007 г. в Кодак Тиътър в американския град Лос Анджелис. Номинациите са обявени на 23 януари същата година. Актрисата Елън Дедженеръс е домакин за първи път.
По време на церемонията Академията за филмово изкуство и наука връчи отличия в 24 категории. „От другата страна“ печели четири награди, включително за най-добър филм. Сред останалите победители са „Лабиринтът на фавна“ с три статуетки, „Мечтателки“, „Неудобна истина“ и „Мис Слънчице“ с две и „Вавилон“, „Кръвта на област Ингчо“, „Поетът от Дания“, „Весели крачета“, „Последният крал на Шотландия“, „Писма от Иво Джима“, „Животът на другите“, „Мария Антоанета“, „Карибски пирати: Сандъкът на мъртвеца“ и „Кралицата“ с един. 
Церемонията, предавана по телевизията в Съединените щати от Ей Би Си, събира близо 40 милиона зрители.

## Награди
| Най-добър филм | Най-добър режисьор |
| --- | --- |
| - От другата страна - Вавилон - Писма до Иво Джима - Мис Слънчице - Кралицата | - Мартин Скорсезе – От другата страна - Клинт Истууд – Писма до Иво Джима - Стивън Фриърс – Кралицата - Алехандро Гонсалес Иняриту – Вавилон - Пол Грийнграс – Полет 93 |
| Най-добра мъжка роля | Най-добра женска роля |
| - Форест Уитакър – Последният крал на Шотландия - Леонардо Ди Каприо – Кървав диамант - Райън Гослинг – Наполовина Нелсън - Питър О'Тул – Venus - Уил Смит – Преследване на щастието | - Хелън Мирън – Кралицата - Пенелопе Крус – Завръщане - Джуди Денч – Записки по един скандал - Мерил Стрийп – Дяволът носи Прада - Кейт Уинслет – Малки деца |
| Най-добра поддържаща мъжка роля | Най-добра поддържаща женска роля |
| - Алан Аркин – Мис Слънчице - Джаки Ърл Хейли – Малки деца - Джимон Хонсу – Кървав диамант - Еди Мърфи – Мечтателки - Марк Уолбърг – От другата страна                               | - Дженифър Хъдсън – Мечтателки - Адриана Бараса – Вавилон - Кейт Бланшет – Записки по един скандал - Абигейл Бреслин – Мис Слънчице - Ринко Кикучи – Вавилон |
| Най-добър оригинален сценарий | Най-добър адаптиран сценарий |
| - Мис Слънчице – Майкъл Арнт - Вавилон – Гилермо Ариага - Писма от Иво Джима – Айрис Ямашита и Пол Хагис - Лабиринтът на фавна – Гилермо дел Торо - Кралицата – Питър Морган         | - От другата страна – Уилям Монахан - Борат – Саша Барън Коен, Питър Байнам, Антъни Хайнс, Дан Мейзър и Тод Филипс - Децата на хората – Алфонсо Куарон, Тимъти Секстън, Дейвид Арата, Марк Фъргъс и Хок Остби - Малки деца – Тод Фийлд и Том Перота - Записки по един скандал – Патрик Марбър |
| Най-добра анимация | Най-добър чуждоезичен филм |
| - Весели крачета - Колите - Къща-чудовище | - Животът на другите (Германия) - След сватбата (Дания) - Indigenes (Алжир) - Лабиринтът на фавна (Мексико) - Water (Канада) |

## Множество номинации
| Заглавие на български                 | Оригинално заглавие                        | Номинации | Награди |
| ------------------------------------- | ------------------------------------------ | --------- | ------- |
| Мечтателки                            | Dreamgirls                                 | 8         | 2       |
| Вавилон                               | Babel                                      | 7         | 1       |
| Лабиринтът на фавна                   | El laberinto del fauno                     | 6         | 3       |
| Кралицата                             | The Queen                                  | 6         | 1       |
| Кървав диамант                        | Blood Diamond                              | 5         |         |
| От другата страна                     | The Departed                               | 5         | 4       |
| Писма от Иво Джима                    | Letters from Iwo Jima                      | 4         | 1       |
| Мис Слънчице                          | Little Miss Sunshine                       | 4         | 2       |
| Записки по един скандал               | Notes on a Scandal                         | 4         |         |
| Карибски пирати: Сандъкът на мъртвеца | Pirates of the Caribbean: Dead Man's Chest | 4         | 1       |
| Апокалипто                            | Apocalypto                                 | 3         |         |
| Децата на хората                      | Children of Men                            | 3         |         |
| Малки деца                            | Little Children                            | 3         |         |
| Неудобната истина                     | An Inconvenient Truth                      | 2         | 2       |
| Колите                                | Cars                                       | 2         |         |
| Знамената на бащите ни                | Flags of Our Fathers                       | 2         |         |
| Дяволът носи Прада                    | The Devil Wears Prada                      | 2         |         |
| Престиж                               | The Prestige                               | 2         |         |
| Полет 93                              | United 93                                  | 2         |         |